# Цифрова дипломатія
Цифрова (електронна) дипломатія або Медійна дипломатій (англ. digital diplomacy, e-diplomacy) — використання можливостей мережі інтернет та інформаційно-комунікаційних технологій (ІКТ) для вирішення дипломатичних завдань. В рамках цифрової дипломатії використовуються нові медіа, соціальні мережі, блоги та тому подібні медіа майданчики в глобальній мережі. В електронній дипломатії беруть участь державні відомства, в першу чергу зовнішньополітичне, урядові органи, а також неурядові організації, чия діяльність пов'язана з реалізацією зовнішньополітичного порядку денного. Головні цілі цифрової дипломатії — просування зовнішньополітичних інтересів, інформаційна пропаганда через Інтернет-телебачення, соціальні мережі та мобільні телефони, спрямована на масову свідомість і політичні еліти.

## Історія
Термін «цифрова дипломатія» спочатку використовувався стосовно публічної політики США, що проводиться з опорою на цифрові технології (також поширені терміни «Інтернет-дипломатія», «дипломатія соціальних мереж» і «Web 2.0 дипломатія»). Розвиток перших програм в цій сфері припало на 2002—2003 рр. при перенесенні адміністрацією Джорджа Буша-молодшого традиційних радіо- і телеканалів міжнародного мовлення в інтернет. У 2006 році держсекретарем Кондоліза Райс сформована Група цифрової взаємодії, що складається з фахівців, що займаються моніторингом інформації та дезінформації про США, яка транслюється користувачами в соціальних мережах. Тоді ж оголошений запуск першого офіційного блогу Держдепартаменту, відкритий урядовий портал і кілька електронних журналів  .
Філософські основи цифрової дипломатії викладені в працях Енн-Мері Слотер, яка обіймала посаду директора з політичного планування в Державному департаменті США в 2009—2011 рр. На її думку, держави мають більш налагоджені та розгалужені інформаційні канали та комунікації, здатні визначати глобальний порядок денний. Зараз програми цифрової дипломатії в США реалізуються в рамках різних відомств, в тому числі Держдепартаменту, ЦРУ, Міністерства оборони та Агентства міжнародного розвитку США .
Інші країни в останні роки також активно використовують можливості цифрової дипломатії. Наприклад, в британському Міністерстві закордонних справ і у справах співдружності існує Бюро цифровий дипломатії, яке бере активну участь в просуванні зовнішньополітичного порядку денного.
Російські державні органи також збільшують свою присутність в інтернеті. У 2002 році запущений перший сайт Президента Росії, в 2008 році — президентський відеоблог, а починаючи з 2010 року ведеться аккаунт в мікроблозі Twitter . Власні сайти на сьогоднішній день мають всі федеральні міністерства, відомства та інші органи державної влади. Міністерство закордонних справ РФ надає можливість всім бажаючим стежити за актуальними подіями зовнішньої політики через майданчики Facebook і Twitter . «Твіпломатія» (Twiplomacy) є складовою частиною цифрової дипломатії, в сукупності з іншими прикладними інструментами і методами електронної дипломатії. 

## Сфери застосування цифрової дипломатії
У сфері взаємодії країни з іншими гравцями: реалізація національних інтересів держави, дискредитації супротивників або поліпшення відносин з союзниками.
Так, в 2010—2011 роках Білим домом опубліковані кілька офіційних документів, в їх числі «Публічна дипломатія: зміцнення взаємодії Сполучених Штатів зі світом», в якому позначалися завдання, які визначаються керівництвом США для цифрової дипломатії. У список таких завдань увійшли дискредитація ідеологічних супротивників Сполучених Штатів, протидія інформаційної діяльності Китаю в інтернеті, обмеження медіа присутності Росії на просторі колишнього Радянського Союзу, протидія здійснюваної через соціальні мережі зовнішньої культурної політики Ірану.
У Росії розвитку цифрової дипломатії теж надається велике значення. У червні 2012 р на нараді послів і постпредів президент Росії поставив цифрову дипломатію в один ряд з найбільш дієвими інструментами зовнішньої політики. Президент закликав дипломатів інтенсивніше використовувати нові технології на різних платформах, в тому числі в соціальних медіа, для роз'яснення позицій держави . Важливо відзначити ефективність використання електронних ресурсів для здійснення публічної дипломатії: при встановленні контактів з онлайн-аудиторією і формуванні нових інструментів комунікації цифрова дипломатія може забезпечити можливість звертатися безпосередньо до цільової аудиторії з конкретними повідомленнями, в тому числі залучати до співпраці авторитетних опініон-мейкерів. Що стосується взаємозв'язку електронної дипломатії і управління інформацією, в тому числі накопиченими знаннями та досвідом: акумулювання та аналіз колосального обсягу інформації, який може бути з успіхом використаний в політичних прогнозах і стратегічному плануванні. Інструменти цифрової дипломатії використовуються і в консульської діяльності: обробка та підготовка візової документації, прямі контакти з громадянами, які перебувають за кордоном. У разі виникнення надзвичайних ситуацій і стихійних лих: використання ІКТ для здійснення екстреного зв'язку з посольством держави за кордоном .

## Критика Цифрової дипломатії
При всіх об'єктивних достоїнствах цифрових технологій політики та чиновники, на словах визнаючи важливість Інтернету, на практиці продовжують розглядати питання розвитку цифрової дипломатії виключно в контексті ризиків і загроз. Інтернет сприймається як канал поширення екстремізму і тероризму, нав'язування чужої ідеології і зовнішньополітичної пропаганди, як засіб ведення інформаційної війни .
Цифрова дипломатія може бути вразливою щодо хакерських атак, які здійснюють різні державі та недержавні суб’єкти, зокрема члени служб безпеки, організованих злочинних і терористичних груп тощо. Брак знань про використання цифрових комунікаційних технологій може призвести до негативних наслідків, зокрема у вигляді «витоку» важливої інформації та навіть небезпечних політичних конфліктів.
Підтвердженням тому, що програми цифрової дипломатії сприймаються як загроза на міжнародній арені, служить наявна тенденція до фрагментації глобальної інформаційної сфери, виокремлення з неї національних і регіональних сегментів. На неформальному саміті Шанхайської організації співробітництва в серпні 2011 р обговорювалася можливість введення інформаційних кордонів з метою захистити держави-учасниці від негативних наслідків цифрової дипломатії .
Дослідники також звертають увагу на те, що програми цифрової дипломатії США можуть представляти загрозу міжнародній безпеці в тому випадку, якщо вони порушують баланс сил на міжнародній арені і провокують у відповідь реакцію, відзначаючи в зв'язку з цим, що "основна стурбованість у сфері забезпечення міжнародної інформаційної безпеки пов'язана з можливістю застосування інформаційно-комунікаційних технологій (ІКТ) з метою, несумісних із завданнями забезпечення міжнародної стабільності і безпеки " .

## Казуси
14 серпня 2014 року, в російськомовному акаунті прем'єр-міністра Дмитра Медведєва в сервісі мікроблогів Twitter було опубліковано кілька провокаційних повідомлень. Перший запис з'явився після 10 години ранку за московським часом: «Йду у відставку. Соромно за дії уряду. Вибачте», — говорилося в ній. Серед іншого, в акаунті з'явилися і інші записи, наприклад: «Давно хотів сказати. Вова! Ти не правий!». Прес-служба президента Росії пізніше опублікувала заяву про те, що обліковий запис Д. А. Медведєва був зламаний невідомими особами .